# Ceroys cyrtocnemis
Ceroys cyrtocnemis är en insektsart som först beskrevs av Frederick Bates 1865.´
Ceroys cyrtocnemis ingår i släktet Ceroys och familjen Heteronemiidae. Inga underarter finns listade i Catalogue of Life.